# Philosophia
Albums de Mari Hamada
Persona
(11 mars 1996) Blanche
(23 février 2000)
Compilations par Mari Hamada
Cats and Dogs
(7 octobre 1998)
Singles
1. Until the Dawn
Sortie : 26 août 1998

Philosophia est le 14e album original de Mari Hamada, sorti en 1998.

## Présentation
L'album sort le 21 octobre 1998 au Japon sur le label Polydor K.K. de Universal Music, deux ans et demi après le précédent album original de la chanteuse, Anti-Heroine sur son précédent label MCA Records (qui sort la compilation Cats and Dogs deux semaines avant Philosophia). L'album atteint la 18e place du classement des ventes de l'Oricon (son plus faible classement d'un album original depuis une dizaine d'années), et reste classé pendant quatre semaines. Il restera son dixième album le plus vendu. De même que ses autres albums, il est ré-édité le 15 janvier 2014 au format SHM-CD à l'occasion de ses 30 ans de carrière.
L'album est écrit et produit par Mari Hamada elle-même, et est toujours enregistré aux États-Unis avec des musiciens américains dont Michael Landau et Leland Sklar. Il contient onze chansons de genre plutôt pop-rock, dont cette fois aucune entièrement en anglais. Deux d'entre elles étaient déjà parues sur le 19e single de la chanteuse, Until the Dawn (avec Summer Days en "face B"), sorti deux mois plus tôt le 26 août.

## Liste des titres
Toutes les paroles sont écrites par Mari Hamada.
| 1.  | Eclipse                       | Hiroyuki Ohtsuki               | 5:32 |
| 2.  | The Year 2000                 | Takashi Masuzaki               | 5:58 |
| 3.  | Until the Dawn                | Hiroyuki Ohtsuki               | 4:56 |
| 4.  | Summer Days                   | Mari Hamada, Yoichi Fujii      | 6:17 |
| 5.  | Butterflies -Identity Crisis- | Mari Hamada, Yoichi Fujii      | 5:26 |
| 6.  | Promised Land                 | Mari Hamada, Yoichi Fujii      | 5:46 |
| 7.  | Philosophia                   | Mari Hamada, Hiroyuki Ohtsuki  | 5:36 |
| 8.  | Paradise Lost                 | Mari Hamada, Yoichi Fujii      | 6:07 |
| 9.  | Foolish Pride                 | Mari Hamada, Shinichi Nakagawa | 5:25 |
| 10. | As If...                      | Mari Hamada, Yoichi Fujii      | 4:47 |
| 11. | Since Those Days              | Mari Hamada, Yoichi Fujii      | 5:37 |

## Musiciens
- Guitares : Michael Landau (+ solo d'Hiroyuki Ohtsuki sur le titre 7)
- Guitare acoustique : Dean Parks, Takashi Masuzaki
- Basse : Leland Sklar
- Claviers : Robbie Buchanan, Kevin Savigar
- Batterie : John Robinson, Mike Baird
- Percussions : Lenny Castro
- Violon : Sid page